# Districtul El Ogla
El Ogla este un district din provincia Tébessa, Algeria.